# ديفيد كوندون
ديفيد كوندون (بالإنجليزية: David Condon) هو لاعب هوكي الحقل بريطاني، ولد في 6 يوليو 1991 في ليستر في المملكة المتحدة.

## وصلات خارجية
- ديفيد كوندون على موقع الاتحاد الدولي للهوكي (الإنجليزية)
- ديفيد كوندون على موقع اللجنة الأولمبية الدولية (الإنجليزية)
- ديفيد كوندون على موقع أوليمبيديا (الإنجليزية)
- ديفيد كوندون على موقع اللجنة الأولمبية البريطانية (الإنجليزية)
- ديفيد كوندون على موقع اتحاد ألعاب الكومنولث (مؤرشف) (الإنجليزية)